# Portada/article setembre 24

## La gran ona de Kanagawa
La gran ona de Kanagawa és una famosa estampa xilogràfica de l'artista japonès especialista en ukiyo-e Katsushika Hokusai, publicada entre 1830 i 1833, durant el període Edo de la història del Japó. Aquesta estampa és l'obra més coneguda de Hokusai i la primera de la seva famosa sèrie «Trenta-sis vistes del Mont Fuji», a més de ser la més famosa d'aquest gènere. Del motlle utilitzat se'n van realitzar milers de còpies, moltes de les quals van arribar a mans de col·leccionistes europeus.